# Simon Edqvist
Karl Simon Natanael Edqvist, född 23 mars 1894 i Risinge, Östergötland, död 1964 i Finspång, var en svensk konstnär.
Han var son till smidesmästare Carl Vilhelm Edqvist och Emilia Andersson samt från 1919 gift med Lisa Rosenqvist.
Edqvist var som konstnär autodidakt och bedrev självstudier under resor till bland annat Danmark. Han medverkade i utställningar med Sveriges allmänna konstförening, Östgöta konstförening, Norrköpings konstgille och Finspångs konstförening. Hans konst består av stilleben och landskap med motiv från norra Östergötland, Öland, Österlen och Jönköpingstrakten i olja, akvarell, pastell och gouache. Edqvist är representerad med oljemålningen Kyrkomuren i Risinge vid Norrköpings konstmuseum.